# دولة مركزية

الدول الوحدوية أو المركزية

الدولة المركزية أو الدولة الوحدوية هي دولة يرجع الحكم بها لحكومة مركزية يعود إليها البت بشؤون جميع الوحدات الفرعية للتقسيم الإداري في ذلك البلد. تعتمد غالبية دول العالم النظام المركزي أو الوحدوي في الحكم؛ حيث يوجد 165 دولة تتبع هذا النظام من أصل 193 دولة عضو بالأمم المتحدة.
كما تمثل العاصمة مركز الدولة، حيث أن كل ما يريده الفرد وقد لايتوفر في مكان آخر بالدولة لابد وأن يجده بالعاصمة، فبجانب الخدمات الحكومية التي تقدمها الدولة للمواطنين من سكان العاصمة والمدن الأخرى القادمين خصيصا لإنهاء مصلحة ما، والتي غالبا ما تكون استخراج مستند معين من وزارة ما أو ختمها من مبنى الوزارة ذاته. وجميع المحافظات أو الأقاليم التي تتبع الدولة تفصلهم حدود إدارية فقط ولا تفصلهم حدود سياسية والدول التي تفصل بين ولاياتها أو أقاليمها حدود سياسية تكون دول لامركزية.
من امثلة الدول المركزية
- الصين، فرنسا، السويد، المغرب، إسبانيا، مصر، تركيا، جنوب أفريقيا، أوكرانيا.

من امثلة الدول اللامركزية والتي تفصل بين ولاياتها حدود سياسية
- الولايات المتحدة الأمريكية، روسيا، الهند، البرازيل، الإمارات العربية المتحدة، العراق.

## قائمة الدول المركزية
- أفغانستان
- ألبانيا
- الجزائر
- أنغولا
- أنتيغوا وباربودا
- أرمينيا
- أروبا
- أذربيجان
- بنغلاديش
- روسيا البيضاء
- بليز
- بنين
- بوتان
- بوليفيا
- بوتسوانا
- بروناي
- بلغاريا
- بوركينا فاسو
- بوروندي
- كمبوديا
- الكاميرون
- الرأس الأخضر
- جمهورية أفريقيا الوسطى
- تشاد
- تشيلي
- الصين
- كولومبيا
- جمهورية الكونغو
- كوستاريكا
- ساحل العاج
- كرواتيا
- كوبا
- كوراساو
- قبرص
- جمهورية التشيك
- الدنمارك
- جيبوتي
- دومينيكا
- جمهورية الدومينيكان
- جمهورية الكونغو الديمقراطية
- تيمور الشرقية
- الإكوادور
- مصر
- إلسالفادور
- غينيا الاستوائية
- إريتريا
- إستونيا
- فيجي
- فنلندا
- فرنسا
- الغابون
- غامبيا
- جورجيا
- غانا
- اليونان
- غرينادا
- غواتيمالا
- غينيا
- غينيا بيساو
- غيانا
- هايتي
- هندوراس
- المجر
- آيسلندا
- إندونيسيا
- إيران
- أيرلندا
- إيطاليا
- جامايكا
- اليابان
- الأردن
- كازاخستان
- كينيا
- كيريباتي
- الكويت
- قيرغيزستان
- لاوس
- لاتفيا
- لبنان
- ليسوتو
- ليبيريا
- ليبيا
- ليختنشتاين
- ليتوانيا
- لوكسمبورغ
- مقدونيا
- مدغشقر
- مالاوي
- جزر المالديف
- مالي
- مالطا
- جزر مارشال
- موريتانيا
- موريشيوس
- مولدوفا
- موناكو
- منغوليا
- الجبل الأسود
- موزمبيق
- بورما
- ناميبيا
- ناورو
- هولندا
- نيوزيلندا
- نيكاراغوا
- النيجر
- كوريا الشمالية
- النرويج
- عمان
- بالاو
- بنما
- بابوا غينيا الجديدة
- باراغواي
- بيرو
- فلبين
- بولندا
- البرتغال
- قطر
- رومانيا
- رواندا
- سانت لوسيا
- سانت فينسنت والغرينادين
- ساموا
- سان مارينو
- ساو تومي وبرينسيب
- السعودية
- السنغال
- صربيا
- سيشل
- سيراليون
- سنغافورة
- سينت مارتن
- سلوفاكيا
- سلوفينيا
- جزر سليمان
- كوريا الجنوبية
- إسبانيا
- سريلانكا
- سورينام
- سوازيلاند
- السويد
- سوريا
- جمهورية الصين
- طاجيكستان
- تنزانيا
- تايلاند
- توغو
- تونغا
- ترينيداد وتوباغو
- تونس
- تركيا
- تركمانستان
- توفالو
- أوغندا
- أوكرانيا
- المملكة المتحدة
- أوروغواي
- أوزبكستان
- فانواتو
- الفاتيكان
- فيتنام
- اليمن
- زامبيا
- زيمبابوي

سوريا